# Deuteronomos tiliaria
Deuteronomos tiliaria är en fjärilsart som beskrevs av Moritz Balthasar Borkhausen 1794. Deuteronomos tiliaria ingår i släktet Deuteronomos och familjen mätare. Inga underarter finns listade i Catalogue of Life.